# The Son (filme)
The Son (bra: Um Filho; prt: O Filho) é um filme de drama de 2022 co-escrito e dirigido por Florian Zeller, baseado em sua peça de 2018, Le Fils, e serve como uma prequela do filme The Father de 2020. O filme é estrelado por Hugh Jackman, Laura Dern, Vanessa Kirby, Zen McGrath, Hugh Quarshie, e Anthony Hopkins.
The Son teve sua estreia mundial no 79.º Festival Internacional de Cinema de Veneza, em 7 de setembro de 2022, e foi lançado para uma exibição teatral limitada de uma semana nas cidades de Nova Iorque e Los Angeles, em 25 de novembro de 2022, antes de um amplo lançamento nos Estados Unidos, em 20 de janeiro de 2023, pela Sony Pictures Classics. O filme recebeu críticas mistas, com o desempenho da maioria do elenco recebendo elogios (particularmente o de Hugh Jackman), porém, o roteiro, a direção e o desempenho de McGrath foram duramente criticados.
Por sua atuação, Hugh Jackman recebeu indicações para o Globo de Ouro e Prémio Satellite. O filme também foi indicado para o Leão de Ouro.

## Sinopse
Alguns anos após o divórcio de seus pais, Nicholas, de 17 anos, não sente mais que pode ficar com sua mãe, Kate. Então, ele vai morar com seu pai Peter e a nova parceira de Peter, Beth. Tentando conciliar o trabalho, o novo bebê dele e de Beth e a oferta do emprego dos sonhos em Washington, Peter tenta cuidar de Nicholas como gostaria que seu próprio pai cuidasse dele. Mas, ao buscar o passado para corrigir seus erros, ele perde de vista como se apegar a Nicholas no presente.

## Elenco
- Hugh Jackman como Peter Miller
- Laura Dern como Kate Miller
- Vanessa Kirby como Beth
- Zen McGrath como Nicholas Miller
  - George Cobell como jovem Nicholas Miller
- Hugh Quarshie
- Anthony Hopkins como Anthony Miller

## Produção
Durante uma entrevista via Zoom após o anúncio das indicações ao Oscar 2021, o diretor Florian Zeller revelou ao Deadline que estava terminando a adaptação de uma de suas peças intitulada The Son. Em abril de 2021, Hugh Jackman e Laura Dern foram escalados para estrelar o filme. Em junho de 2021, Vanessa Kirby se juntou ao elenco do filme.
As filmagens começaram em agosto de 2021. Em outubro de 2021, a produção foi concluída. Foi relatado que Anthony Hopkins e Zen McGrath também se juntaram ao elenco. Hopkins voltou a se encontrar com Zeller depois de trabalharem juntos no filme The Father, pelo qual ambos ganharam Oscar, Hopkins o de Melhor Ator e Zeller o de Melhor Roteiro Adaptado.

## Lançamento
Em julho de 2021, a Sony Pictures Classics adquiriu os direitos de distribuição do filme. A STX Entertainment reivindicou os direitos de distribuição para o Reino Unido, Benelux, Itália, Escandinávia e Islândia no mesmo mês. No entanto, os direitos de distribuição no Reino Unido estavam atualmente em questão após o anúncio de que os escritórios britânicos da STX Entertainment estavam fechando.
O filme teve sua estreia mundial no 79.º Festival Internacional de Cinema de Veneza, em 7 de setembro de 2022. Sua estreia na América do Norte ocorreu no Festival Internacional de Cinema de Toronto no mesmo mês, em 12 de setembro de 2022. Também foi exibido no AFI Fest em 5 de novembro de 2022.
O filme foi inicialmente agendado para um lançamento limitado nos Estados Unidos em 11 de novembro de 2022, com expansões nas semanas seguintes, antes de seu lançamento limitado ser transferido para 25 de novembro. Seu lançamento limitado nos Estados Unidos foi posteriormente alterado novamente para um contrato de uma semana a partir de 25 de novembro, apenas em cinemas limitados de Nova Iorque e Los Angeles, antes de um lançamento nacional em 20 de janeiro de 2023.

## Recepção
No Rotten Tomatoes, o filme detém uma taxa de aprovação de 40% com base em 75 críticas, com uma classificação média de 5,1/10. O consenso do site diz: "Apesar do trabalho sólido e confiável de Laura Dern e Hugh Jackman, The Son permanece atolado em um melodrama agressivo e desanimador". O Metacritic atribuiu ao filme uma pontuação média ponderada de 52 em 100, com base em 28 críticos, indicando "críticas mistas ou médias".

## Prêmios e indicações
| Prêmio                                     | Data da cerimônia      | Categoria                      | Recipiente(s) | Resultado | Ref.          |
| ------------------------------------------ | ---------------------- | ------------------------------ | ------------- | --------- | ------------- |
| Prêmios Globo de Ouro                      | 10 de janeiro de 2023  | Melhor Ator em Filme Dramático | Hugh Jackman  | Indicado  | [ 20 ] [ 21 ] |
| Prêmios Satellite                          | 3 de março de 2023     | Melhor Ator em Cinema          | Hugh Jackman  | Indicado  | [ 22 ]        |
| Festival Internacional de Cinema de Veneza | 10 de setembro de 2022 | Leão de Ouro                   | The Son       | Indicado  | [ 23 ]        |